# Municipio de Eidsvold (Dakota del Norte)
El municipio de Eidsvold (en inglés: Eidsvold Township) es un municipio ubicado en el condado de Bottineau en el estado estadounidense de Dakota del Norte. En el año 2010 tenía una población de 35 habitantes y una densidad poblacional de 0,23 personas por km².

## Geografía
El municipio de Eidsvold se encuentra ubicado en las coordenadas 48°51′26″N 100°48′29″O / 48.85722, -100.80806. Según la Oficina del Censo de los Estados Unidos, el municipio tiene una superficie total de 154.26 km², de la cual 151,91 km² corresponden a tierra firme y (1,52 %) 2,35 km² es agua.

## Demografía
Según el censo de 2010, había 35 personas residiendo en el municipio de Eidsvold. La densidad de población era de 0,23 hab./km². De los 35 habitantes, el municipio de Eidsvold estaba compuesto por el 100 % blancos. Del total de la población el 14,29 % eran hispanos o latinos de cualquier raza.